# Tres Valles Varesinos 2023
La 102.ª edición de la clásica ciclista Tres Valles Varesinos fue una carrera en Italia que se celebró el 3 de octubre de 2023 sobre un recorrido de 196,54 kilómetros con inicio en la ciudad de Busto Arsizio y final en la ciudad de Varese.
La carrera formó parte del UCI ProSeries 2023, dentro de la categoría 1.Pro.

## Equipos participantes
Tomaron parte en la carrera 26 equipos: 17 de categoría UCI WorldTeam y 9 de categoría UCI ProTeam. Formaron así un pelotón de 173 ciclistas de los que acabaron 82. Los equipos participantes fueron:
| WorldTeams (17)- AG2R Citroën Team - Alpecin-Deceuninck - Astana Qazaqstan Team - Bora-Hansgrohe - Cofidis - EF Education-EasyPost - Groupama-FDJ - Ineos Grenadiers - Intermarché-Circus-Wanty - Jumbo-Visma - Lidl-Trek - Movistar Team - Soudal Quick-Step - Arkéa-Samsic - Team DSM-Firmenich - Team Jayco AlUla - UAE Team Emirates ProTeams (8)- Bingoal WB - Eolo-Kometa - Green Project-Bardiani CSF-Faizanè - Israel-Premier Tech - Lotto Dstny - Q36.5 Pro Cycling Team - Team Corratec-Selle Italia - TotalEnergies |
| |

## Clasificación final
- La clasificación finalizó de la siguiente forma:[4]

| \| Clasificación general \| Clasificación general \| Clasificación general \| Clasificación general \| Clasificación general \| \| Ciclista \| Ciclista \| Equipo \| Tiempo \| \| \| --------------------- \| --------------------- \| --------------------- \| --------------------- \| --------------------- \| \| 1.º \| Ilan Van Wilder \| Soudal Quick-Step \| 4 h 36 min 11 s \| \| \| 2.º \| Richard Carapaz \| EF Education-EasyPost \| + 16 s \| \| \| 3.º \| Aleksandr Vlásov \| Bora-Hansgrohe \| + 18 s \| \| \| 4.º \| Primož Roglič \| Jumbo-Visma \| + 18 s \| \| \| 5.º \| Tadej Pogačar \| UAE Team Emirates \| + 18 s \| \| \| 6.º \| Michael Woods \| Israel-Premier Tech \| + 18 s \| \| \| 7.º \| Filippo Zana \| Team Jayco AlUla \| + 18 s \| \| \| 8.º \| Ion Izagirre \| Cofidis \| + 18 s \| \| \| 9.º \| Carlos Rodríguez \| Ineos Grenadiers \| + 18 s \| \| \| 10.º \| Ben O'Connor \| AG2R Citroën Team \| + 18 s \| \| |                  |                       |                 |
| |                  |                       |                 |
| Fuente: ProCyclingStats |                  |                       |                 |
| Clasificación general |                  |                       |                 |
| Ciclista | Ciclista         | Equipo                | Tiempo          |
| 1.º | Ilan Van Wilder  | Soudal Quick-Step     | 4 h 36 min 11 s |
| 2.º | Richard Carapaz  | EF Education-EasyPost | + 16 s          |
| 3.º | Aleksandr Vlásov | Bora-Hansgrohe        | + 18 s          |
| 4.º | Primož Roglič    | Jumbo-Visma           | + 18 s          |
| 5.º | Tadej Pogačar    | UAE Team Emirates     | + 18 s          |
| 6.º | Michael Woods    | Israel-Premier Tech   | + 18 s          |
| 7.º | Filippo Zana     | Team Jayco AlUla      | + 18 s          |
| 8.º | Ion Izagirre     | Cofidis               | + 18 s          |
| 9.º | Carlos Rodríguez | Ineos Grenadiers      | + 18 s          |
| 10.º | Ben O'Connor     | AG2R Citroën Team     | + 18 s          |

## Ciclistas participantes y posiciones finales
Convenciones:
- AB-N: Abandono en la etapa "N"
- FLT-N: Retiro por llegada fuera del límite de tiempo en la etapa "N"
- NTS-N: No tomó la salida para la etapa "N"
- DES-N: Descalificado o expulsado en la etapa "N"

## UCI World Ranking
Los Tres Valles Varesinos otorgó puntos para el UCI World Ranking para corredores de los equipos en las categorías UCI WorldTeam, UCI ProTeam y Continental. Las siguientes tablas son el baremo de puntuación y los diez corredores que obtuvieron más puntos:
| Posición              | 1.º | 2.º | 3.º | 4.º | 5.º | 6.º | 7.º | 8.º | 9.º | 10.º | 11.º | 12.º | 13.º | 14.º | 15.º | 16.º-30.º | 31.º-40.º |
| Clasificación general | 200 | 150 | 125 | 100 | 85  | 70  | 60  | 50  | 40  | 35   | 30   | 25   | 20   | 15   | 10   | 5         | 3         |

| Clasificación |                  |                       |         |
| Posición      | Ciclista         | Equipo                | General |
| ------------- | ---------------- | --------------------- | ------- |
| 1.º           | Ilan Van Wilder  | Soudal Quick-Step     | 200     |
| 2.º           | Richard Carapaz  | EF Education-EasyPost | 150     |
| 3.º           | Aleksandr Vlásov | Bora-Hansgrohe        | 125     |
| 4.º           | Primož Roglič    | Jumbo-Visma           | 100     |
| 5.º           | Tadej Pogačar    | UAE Emirates          | 85      |
| 6.º           | Michael Woods    | Israel-Premier Tech   | 70      |
| 7.º           | Filippo Zana     | Jayco AlUla           | 60      |
| 8.º           | Ion Izagirre     | Cofidis               | 50      |
| 9.º           | Carlos Rodríguez | INEOS Grenadiers      | 40      |
| 10.º          | Ben O'Connor     | AG2R Citroën          | 35      |